# کرمه (سودان)
کرمه (به عربی: کرمة) یک پایتخت و محوطه باستانی در سودان است که در نوبه واقع شده‌است و در دوره باستان مرکز فرهنگ کرمه بود.